# Gerrit Lekkerkerker

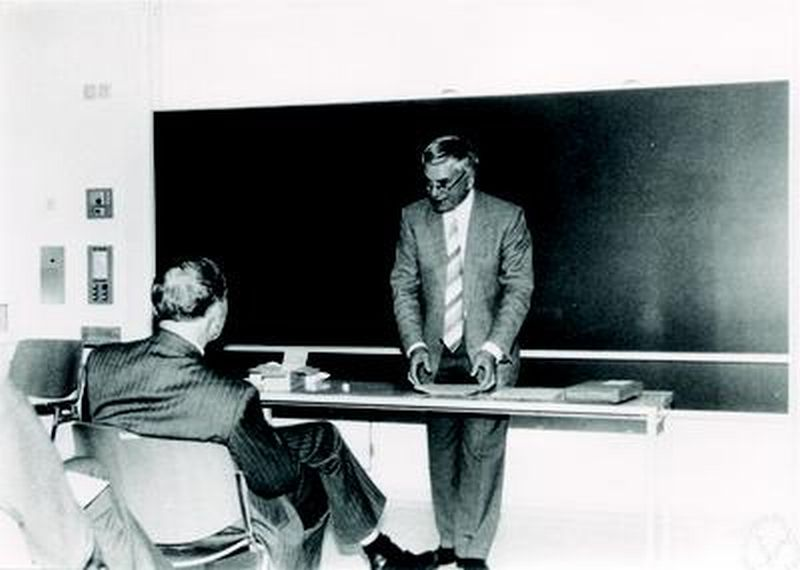
Gerrit Lekkerkerker, Wien 1987

Cornelis Gerrit Lekkerkerker, genannt Gerrit, (* 7. Februar 1922 in Harmelen; † 24. Juli 1999) war ein niederländischer Mathematiker.
Lekkerkerker studierte 1940 bis 1943 und 1945 bis 1949 Mathematik an der Universität Utrecht bei Jurjen Koksma und Jan Popken und wurde dort 1955 bei Popken  promoviert (On the Zeros of a Class of Dirichlet-Series, deutsch: Über die Nullstellen einer Klasse von Dirichletreihen). Nach Ende seines Studiums (1949) war er am Mathematisch Centrum in Amsterdam in der Abteilung Reine Mathematik (Leitung Koksma). 1953/54 war er zu einem Studienaufenthalt in Rom. 1961 bis 1986 war er Professor an der Universität Amsterdam als Nachfolger von Nicolaas Govert de Bruijn. Dort begann er sich auch mit Funktionalanalysis zu befassen. In der Zeit der Studentenunruhen war er 1969 bis 1973 Direktor des Mathematischen Instituts. 1984 zog er sich von seiner Professur zurück, obwohl er noch nicht das Pensionsalter erreicht hatte. Grund waren Auseinandersetzungen über seine Analysis-Lehre (er sah seine Freiheit der Lehre gefährdet). Er war aber weiter mathematisch aktiv und bereitete die zweite Auflage seines Buchs über die Geometrie der Zahlen vor mit Peter Gruber – das Gebiet fand neue Aktualität durch die Kodierungstheorie.
Er befasste sich mit Analytischer Zahlentheorie und Geometrie der Zahlen (worüber er ein Standardwerk Geometry of Numbers schrieb, zuerst 1969 erschienen) und später mit Funktionalanalysis. In den 1970er Jahren befasste er sich mit der mathematischen Behandlung zum Beispiel von Neutronentransport (wichtig in der Reaktorphysik) und Strahlungstransport in Sternen. Dabei arbeitete er mit Rutger Hangelbroek, der bei ihm 1973 in Groningen promoviert wurde, und Hans Kaper vom Argonne National Laboratory zusammen. Er befasste sich auch mit Graphentheorie und Topologie.
Er war Mitherausgeber der Mededelingen van het Wiskundig Genootschap.
Im Jahr 1952 hatte er (neben anderen Ergebnissen) den Satz von Zeckendorf einschließlich Beweis veröffentlicht, ein Theorem, das Zeckendorf 20 Jahre später noch einmal veröffentlichte und das nach dem Letzteren benannt wurde.

## Schriften
- Geometry of Numbers. North Holland, 1969; 2. Auflage (mit Peter Gruber) 1987.
- mit Hans Kaper und J. Hejtmanek: Spectral methods in linear transport theory. Birkhäuser, 1982.